# Església del Convent del Carme
L'Església del Convent del Carme és una església d'Olot (Garrotxa) inclosa a l'Inventari del Patrimoni Arquitectònic de Catalunya.

## Descripció
Gran església d'una sola nau, amb vuit altars laterals i capçalera. Adossades a aquesta es troben les sales i cambres destinades a convent. Exteriorment, l'església de la Mare de Déu del Carme no conserva res de destacable, va ser restaurada a l'època barroca, moment en què es va afegir a l'església una gran capella dedicada al Crist, que corre paral·lela a la nau principal.
El convent va tenir així mateix un bonic claustre, de dos pisos i altres dependències annexes situades al costat dret de la nau. El primer encara es conserva en bon estat; de les segones resta una gran porta dovellada i una finestra amb guardapols.

### Interior
Els altars laterals conserven l'heràldica seguint la línia que va des de la simplicitat de l'any 1569 a la fantasia de 1572. L'únic nobiliari és el dels Collferrer. A les claus de volta hi ha el patró dels mecenes i elements dels escuts. L'altar principal és recent, però segueix les línies gòtiques. Té el cambril de la verge a la part central superior, sota ell hi ha uns relleus amb dos àngels esculpits portant l'escut del Carme. A cada costat hi ha tres fornícules amb escultures de mida natural fetes d'alabastre. Tanquen el conjunt de l'absis quatre grans suports per espelmes que pengen de la volta. Són destacables les pintures realitzades per Jaume Casas i Sargatal l'any 1947 a la capella lateral del Crist.

## Història
En el transcurs del segle xvi la vila d'Olot creixia en competència econòmica amb Besalú, Ripoll i Camprodon, però no pas culturalment. Aquí no es disposava de cap ordre monàstic, fogar de d'intel·lecte i del saber i això dolia als prohoms que constituïen el seguit de famílies, algunes de les quals, ennoblides amb llurs fortunes personals promovien la riquesa de la comunitat. El consell de la Universitat es va posar en contacte amb els carmelites de Girona (1565) i va pactar la fundació. Llavors era prior Joan Muntaner.